# Sialis sordida
Sialis sordida là một loài côn trùng trong họ Sialidae thuộc bộ Megaloptera. Loài này được Klingstedt miêu tả năm 1933.